# Erwerbstätigkeit
Erwerbstätige sind nach dem Europäischen System Volkswirtschaftlicher Gesamtrechnungen alle zivilen Erwerbspersonen, also Personen, die als Arbeitnehmer oder Selbständige beziehungsweise mithelfende Familienangehörige eine auf wirtschaftlichen Erwerb gerichtete Arbeit ausüben. Die Gruppe der Erwerbspersonen setzt sich aus den Erwerbstätigen und den (sofort verfügbaren) Erwerbslosen zusammen.
Nach Definition der Internationalen Arbeitsorganisation (ILO) zählen zu den Erwerbstätigen alle Personen im Alter von 15 und mehr Jahren, die in einem Arbeitsverhältnis stehen (Arbeitnehmer) oder selbständig ein Gewerbe oder eine Landwirtschaft betreiben (Selbständige, Unternehmer) oder als mithelfende Familienangehörige im Betrieb eines Verwandten mitarbeiten. Personen, die lediglich eine geringfügige Tätigkeit (Mini-Job) ausüben oder als Aushilfe nur vorübergehend beschäftigt sind, zählen ebenso als Erwerbstätige wie auch Personen, die einem Ein-Euro-Job nachgehen.

## Begriffe
Der Begriff Erwerbstätige wurde 1973 in Meyers Enzyklopädischem Lexikon nicht erklärt, sondern stattdessen wurde auf das sinnverwandte Wort Beschäftigung verwiesen. Im Zusammenhang mit der neomarxistischen Interpretation von Lohnarbeit entwickelte sich der Begriff Erwerbsarbeit, da zum Beispiel in Deutschland die lohnabhängige Arbeit zunahm und im 20. Jahrhundert zur dominanten Form der Arbeit wurde.
Die Zuordnung zu den Erwerbstätigen ist unabhängig von der tatsächlich geleisteten oder vertraglich vereinbarten Arbeitszeit. Der internationalen Praxis folgend gelten auch Personen, die zwar nicht arbeiten, bei denen aber Bindungen zu einem Arbeitgeber bestehen (z. B. Personen in Mutterschutz oder Elternzeit, die diesen Urlaub aus einer bestehenden Erwerbstätigkeit angetreten haben), als erwerbstätig.
Nicht zur Erwerbstätigkeit wird die Zwangsarbeit gezählt, etwa in Gefängnissen oder in Form einer gerichtlich angeordneten Strafe im Jugendstrafrecht.

## Statistische Erfassung

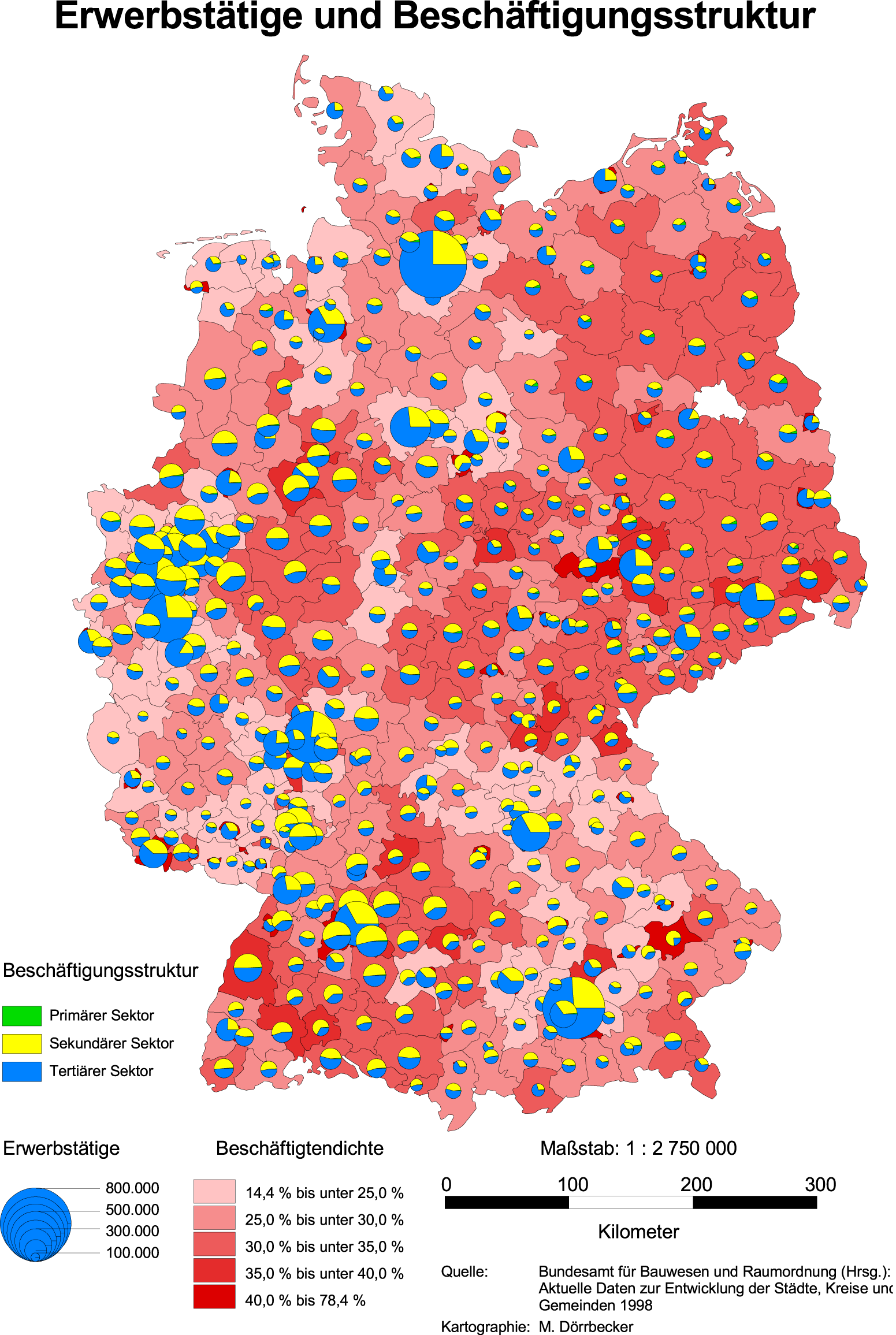
Regionale Unterschiede in Deutschland (1997)

### Inländer- und Inlandskonzept
Bei der Erwerbstätigenrechnung in der Volkswirtschaftlichen Gesamtrechnung werden zwei Konzepte unterschieden:  

#### Inländerkonzept
Das Inländerkonzept oder Wohnortskonzept misst die wirtschaftlichen Leistungen aller im Inland befindlichen Wirtschaftssubjekte, unabhängig davon, an welchem Ort sie erbracht wurden (Bruttonationaleinkommen). Demnach erfasst es alle Erwerbstätigen für Firmen in Deutschland, unabhängig davon, ob sie ihren Arbeitsplatz im In- oder im Ausland haben. 

#### Inlandskonzept
Das Inlandskonzept oder Arbeitsortkonzept misst hingegen alle in einem Wirtschaftsgebiet erbrachten wirtschaftlichen Leistungen, unabhängig davon, wer sie erbracht hat (Bruttoinlandsprodukt). Demnach erfasst es alle Erwerbstätigen aus Deutschland, unabhängig davon, ob sie ihren Wohnort im In- oder im Ausland haben.

### Deutschland
Die Zahl der Erwerbstätigen wurde zuletzt bei der Volkszählung 1987 ermittelt und wird seit dieser Zeit hochgerechnet. Als Indikatoren dienen dabei etwa 45 unterschiedliche Berichtsdokumente. Dazu zählen unter anderem die Statistiken für einzelne Wirtschaftsbereiche, sowie die Statistik der Bundesanstalt für Arbeit über sozialversicherungspflichtig Beschäftigte und geringfügig Beschäftigte, Angaben der Personalstandstatistik über das Personal im Öffentlichen Dienst, die Ergebnisse des Mikrozensus und weitere Meldungen einzelner Institutionen und Ministerien.
Nach einer Neuberechnung der Erwerbstätigenzahlen im Rahmen der Volkswirtschaftlichen Gesamtrechnungen hatten im Durchschnitt des Jahres 2004 rund 38,8 Millionen Erwerbstätige ihren Wohnort und rund 38,9 Millionen Erwerbstätige einen Arbeitsplatz in Deutschland.
Gemäß der Erwerbstätigenrechnung des Statistischen Bundesamtes waren im Jahr 2021 in Deutschland 46.294.000 Menschen mit Wohnort in Deutschland (Inländerkonzept) erwerbstätig. Mit Arbeitsort in Deutschland (Inlandskonzept) waren 44.950.000 Menschen erwerbstätig.

#### Sozialversicherungspflichtig Beschäftigte
Für die Statistik in Deutschland ist als Teilmenge der Erwerbstätigen auch die Anzahl der sozialversicherungspflichtig Beschäftigten eine wesentliche Kennziffer. Hier werden lediglich diejenigen Erwerbstätigen erfasst, die unselbständig tätig und sozialversicherungspflichtig sind. 
Die Anzahl der sozialversicherungspflichtig Beschäftigten in der Bundesrepublik Deutschland wird durch die Bundesagentur für Arbeit monatlich berichtet. Für Juni 2019 betrug diese 33.353.700 Personen.

### Österreich
In Österreich gibt es etwa 4,3 Millionen Erwerbstätige (2020: 4.296.900), das sind relativ genau die Hälfte der Bevölkerung (2013: 49,4 %; Bemessung präzise: Wohnbevölkerung in Privathaushalten). Die Erwerbstätigenquote (gerechnet über die 15- bis 64-jährige erwerbsfähige Bevölkerung, 2013: 4.390.000) betrug 2013 72,3 %, bei den Männern 77,1 %, bei den Frauen 67,6 %. Dieser Vorsprung der Männer ist in den letzten Jahren geschrumpft, aber im internationalen Vergleich noch immer recht hoch. Nach dem Lebensunterhaltskonzept durch Arbeit (Selbsteinschätzung) erreichen fast 4 Millionen (2013: 3.952.900) damit aber eine ungenügende Kapitalisierung, das heißt, knapp 5 % der Erwerbstätigen fühlen sich gesetzlich nicht mitgetragen (Mindestlohn), daher nicht selbst als Teilnehmer am Erwerbsleben.